# Троицкое (деревня, городской округ Клин)
Троицкое — деревня в городском округе Клин Московской области России. Население — 23 чел. (2010).

## Население
| 1852 | 1859 | 1886 | 1890 | 1899 | 1926 | 2002 |
| ---- | ---- | ---- | ---- | ---- | ---- | ---- |
| 122  | ↗133 | ↘120 | ↗136 | ↘117 | ↗188 | ↘20  |
| 2006 | 2010 |      |      |      |      |      |
| ↘19  | ↗23  |      |      |      |      |      |

## География
Деревня Троицкое расположена на северо-западе Московской области, в юго-восточной части городского округа Клин, примерно в 14,5 км к югу от окружного центра — города Клина, по правому берегу реки Катыш (приток Истры), в 5 км восточнее Московского большого кольца А108. Высота центра над уровнем моря — 219 метров.
В деревне пять улиц, зарегистрировано садоводческое некоммерческое товарищество (СНТ). Связана автобусным сообщением с Клином. Ближайшие населённые пункты — деревни Марино и Надеждино.

## История
Первые отображения на картах датированы XVIII века. (Географическая карта Московской Провинции сочиненная с Генеральных Уездных межевых планов попечением Межевой Канцелярии членом Колежского Советника Зенбулатова и Инженер Майором и над Чертежною Директором Горихвостовым 1774 года [Карты] / вырез. при Акад. наук Спиридон Силонов, Николай Зубков. - Москва, 1774. - 4 л. в общ. рамке: одноцв.: грав., текст; 52x68 см (90х120см в склеенном виде)). В это время село Троицкое относится к Дмитровксей волости.
В середине XIX века село Троицкое 1-го стана Клинского уезда Московской губернии принадлежало Елисавете Яковлевне Мячковой, в селе было 15 дворов, крестьян 60 душ мужского пола и 62 души женского.
В «Списке населённых мест» 1862 года — владельческое село 1-го стана Клинского уезда по правую сторону Звенигородского тракта, в 17 верстах от уездного города и 15 верстах от становой квартиры, при реке Катыш, с 18 дворами, православной церковью и 133 жителями (70 мужчин, 63 женщины). В селе располагалось волостное правление.
В 1886 году село Троицкое (Кисленское, Александрово) входило в состав Троицкой волости Клинского уезда, насчитывалось 23 двора, проживало 120 человек, действовали церковь, школа и больница.
В 1899 году в селе 117 жителей, располагались волостное правление, квартира полицейского урядника, работало земское училище.
По данным на 1911 год число дворов составляло 26, в селе также находились казённая винная лавка, кредитное товарищество, две чайные лавки и помещичья усадьба К. В. Снегирёва.
По материалам Всесоюзной переписи населения 1926 года — административный центр Троицкого сельсовета Троицкой волости Клинского уезда в 11,7 км от Ленинградского шоссе и 8,5 км от станции Фроловское Октябрьской железной дороги; проживало 188 человек (76 мужчин, 112 женщин), насчитывалось 40 хозяйств, из которых 28 крестьянских.
С 1929 года является населённым пунктом Московской области в составе Троицкого сельсовета Клинского района (1929—1963, 1965—1975), Троицкого сельсовета Солнечногорского укрупнённого сельского района (1963—1965), Малеевского сельсовета Клинского района (1975—1994), Малеевского сельского округа Клинского района (1994—2006), сельского поселения Нудольское Клинского района (2006—2017), городского округа Клин (с 2017).

## Усадьба
В деревне располагалась одноименная усадьба, построенная во второй половине XVIII века. Сохранились сведения о каменной церкви XVI века, построенной прежними владельцами из рода Татищевых, как и церковь в соседнем Никольском.
Усадьба представляла (в дореволюционное время) одноэтажное здание с зимним садом, выходящее на западную сторону. На восток выходил парадный въезд. В 30 метрах от него был вход в церковь. С юга, от парадного входа, находился большой пруд с купальней из дубовых досок (сохранился в заросшем виде), с севера — Золотой пруд с островком и беседкой в восточном стиле. На западе Серебряный пруд. Пруды (Золотой и Серебряный) названы в честь карасей, которые обитали в них. Все три пруда были соединены каналами.
С приходом советской власти усадьба превратилась в восьмилетнюю школу. Был достроен 2-й этаж.
Церковь повидала в советское время тоже очень многое. Сначала был склад продовольствия, до и после войны. Потом стеклодувка, делали поделки из стекла.
Колокольня была разрушена в 1942 году. С колокольни вели ожесточенный огонь по наступающим советским морякам со стороны деревни Надеждино. Ударами танковой дивизии церковь была разрушена.
Усадьба была разграблена в 1991—1992 годы. В 1992 году остался только фундамент и большой сад.
Уцелел центральный остов Троицкой церкви, построенной на средства И. Е. Кислинского в 1794 году, а также руины трехъярусной колокольни (1868).